# Carnéade

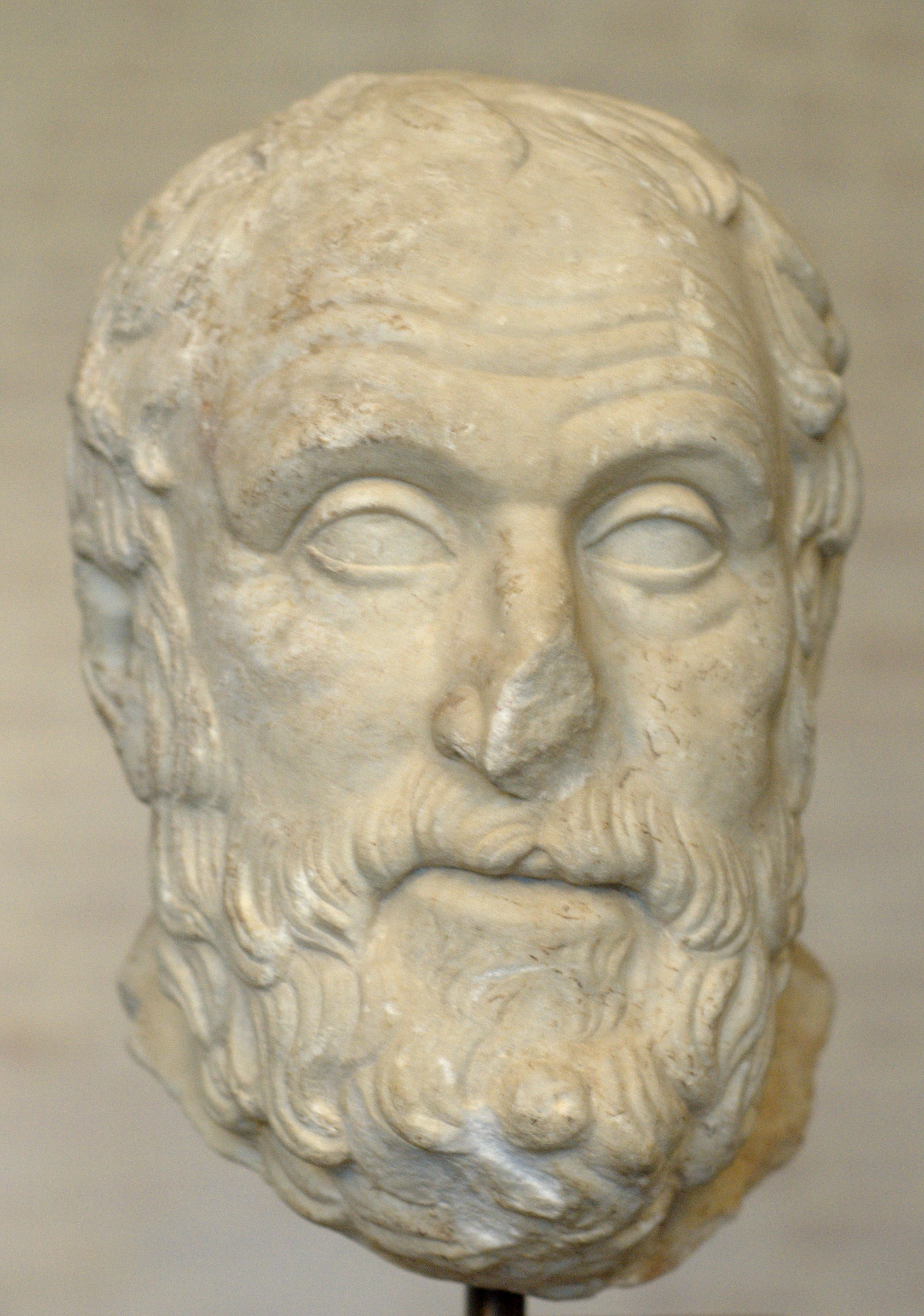
Carnéade, copie romaine d'après la statue assise érigée

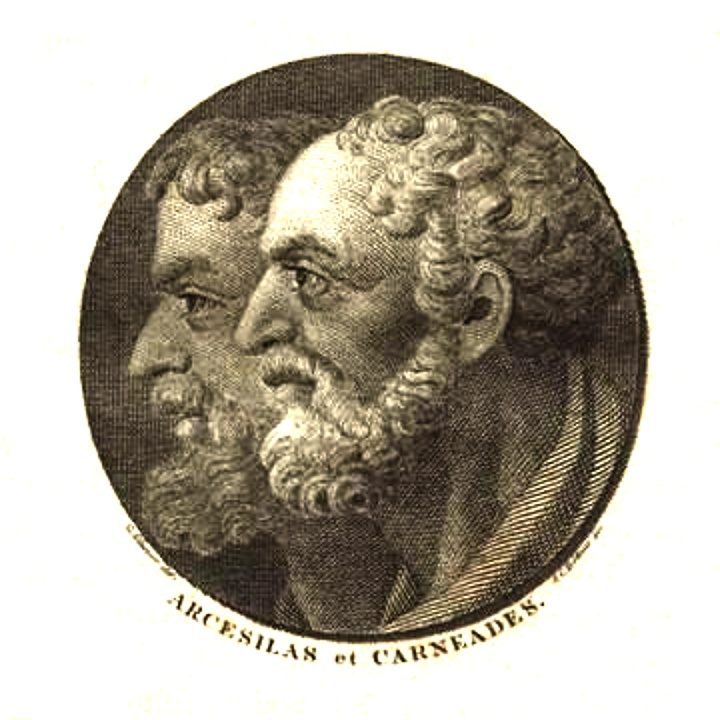

Carnéade, en grec ancien Καρνεάδης / Karneádês (Cyrène, v. 219 av. J.-C. – Athènes, 128 av. J.-C.) fut le plus grand philosophe de la Nouvelle Académie, probabiliste. Il fut le dixième scolarque de l'Académie en 186 av. J.-C.

## Biographie
Carnéade, fils d'Épicomos ou Philocomos eut pour maître Hégésinous de Pergame à qui il succéda à sa mort en 186 ou vers 160[réf. nécessaire], et Diogène de Babylone, un stoïcien qui lui apprit la dialectique. Il apprit sans doute la philosophie en grande partie par la lecture des ouvrages de Chrysippe ; selon Diogène Laërce, il répétait souvent :

« S'il n'y avait pas eu de Chrysippe, il n'y aurait pas eu de Carnéade. »

En 156 av. J.-C., il fut chargé d'une ambassade à Rome en compagnie du stoïcien Diogène de Babylone, son ancien maître en dialectique, et du péripatéticien Critolaos, afin d'exempter les Athéniens de l'amende infligée pour le sac d'Oropos. Cette ambassade lui a procuré une grande célébrité auprès de la jeunesse de Rome, au dire de l'historien Polybe de Mégalopolis. Avant de comparaître devant le Sénat, il put réaliser des discours publics devant un auditoire composé de la jeunesse aristocratique romaine. Lactance raconte à propos de la rencontre ensuite devant le Sénat de Rome, que Carnéade avait argumenté en un sens, et que le lendemain, il tint exactement le discours inverse, réfutant la justice qu'il avait louée la veille. Son discours sur la justice devant le Sénat romain effraya tant Caton l'Ancien, qu'il déclara : « il ne convient pas du tout que notre jeunesse entende son discours, car s'il pense ce qu'il dit, alors c'est un vilain homme, s'il ne le pense pas, ce que je préfère, son discours est néanmoins monstrueux ».
En réalité, cette magistrale dissertation en thèse puis antithèse de Carnéade n'était que l'illustration concrète de la méthodologie du raisonnement philosophique au sein de la nouvelle Académie, réputée pour sa tendance sceptique. Ce discours antinomique suivait la méthode dialectique de Socrate telle que l'avait clairement affichée Platon. Cette dialectique virtuose exprimant deux thèses opposées et laissant gagner le raisonnement le plus probable et raisonné correspondait à la doctrine sceptique de Carnéade et de l'Académie de son époque ; la stratégie ne revient pas à se contredire, mais à peser le pour et le contre et à semer le doute dans l'opinion de l'adversaire. Le probabilisme était ainsi utilisé pour démontrer que la connaissance est cachée de l'Homme, sans pour autant entièrement sombrer dans l'ignorance.
Il n'y eut guère d'autre événement important dans sa vie, du moins dont la connaissance nous soit parvenue. Il compta comme élève Clitomaque de Carthage, qui lui succéda, Charmadas, Métrodore de Stratonice, Hagnon de Rhodes, Mélanthios de Rhodes. Dans sa vieillesse, il devint aveugle, et mourut à l'âge de 90 ans, en 129 av. J.-C..
Sa réputation était exceptionnelle : Cicéron parle d'une vivacité d'esprit, d'une promptitude et d'une assurance incroyables. On dit même que ses adversaires s'enfuyaient en le voyant. Après sa mort, on disait en boutade, d'un problème difficile :

« Carnéade lui-même, si l'enfer le laissait revenir, ne le résoudrait pas. »

Sa réputation était telle que ses adversaires stoïciens n'osaient pas l'affronter en débat public et se contentaient d'écrire leurs répliques dans des ouvrages tel Antipater de Tarse surnommé ironiquement le « criard par écrit »..

## Doctrine
Carnéade n’a rien écrit, et c’est grâce à son successeur, Clitomaque de Carthage, que nous pouvons connaître sa pensée. Il reprit l’œuvre d’Arcésilas de Pitane et la développa considérablement en s'efforçant de remédier à ses défauts. Il s'opposa au stoïcien Chrysippe de la même manière que son prédécesseur s'était opposé au stoïcien Zénon de Kition. La principale nouveauté qu'il apporta à la théorie d’Arcésilas est la notion de probable appliquée à la suspension du jugement  que l'on associe particulièrement à  Arcésilas, et à l'histoire de la Nouvelle Académie. 
Sur cette question, il existe deux témoignages contradictoires issus de différents disciples (d'un côté celui de Clitomaque, de l'autre celui de Métrodore et de Philon).
D'après Clitomaque, un fidèle disciple qui écrivit de nombreux ouvrages sur les thèses de Carnéade, la suspension de jugement doit s'entendre de deux manières : 
- le sage n'affirme rien, il n'aura pas d'opinions.
- le sage sans rien affirmer pourra préférer ou donner son assentiment à telle ou telle proposition vraisemblable.

Clitomaque de Carthage indiquait qu'il faut bien que le sage agisse, fasse des choix entre les diverses représentations et concepts, et aura donc des préférences, mais jamais de réelles opinions.
Cependant une autre tradition sur l’interprétation de la position Carnéade avait été défendue par un autre disciple du Maître ; Métrodore de Stratonice qui se vantait de bien connaitre la réelle pensée du Maitre de la nouvelle l'Académie :
- le sage pourra donner son assentiment à des choses qui ne sont pas rigoureusement certaines.
- le sage pourra de fait avoir des opinions probables.

Ce témoignage de Métrodore vient contredire les thèses d'Arcésilas de Pitane l'illustre prédécesseur de Carnéade à l'Académie, mais aussi dévoilerait s'il était totalement fiable, une figure de Carnéade plus positive, plus proche d'un dogmatisme fondé sur la foi en la raison.
Depuis l'Antiquité divers auteurs se sont disputés pour savoir laquelle des deux positions reflétait le mieux la pensée du Maître. Cicéron estimait que Clitomaque était dans le vrai pour sa part.

### Critique de la certitude
Il n'y a pas de critère de la vérité, car il n'y a pas de représentation vraie. La thèse est dirigée particulièrement contre le stoïcisme, qui admet l'existence de représentations manifestant intrinsèquement leur vérité. Cicéron (Acad., II, XIII, 41) résume en quatre propositions cette thèse de Carnéade et de l'Académie :
- Il y a des représentations fausses ;
- Ces représentations ne permettent pas une connaissance certaine ;
- Si des représentations n'ont entre elles aucune différence, on ne peut distinguer leur degré de certitude ;
- Il n'y a pas de représentation vraie distincte d'une représentation fausse.

Cette argumentation est si solide qu'elle fut encore le point de départ de la théorie de la connaissance de Bertrand Russell, au premier chapitre des Problèmes de Philosophie : les variations de nos représentations ne nous permettent pas d'affirmer avec certitude qu'un objet a telle couleur, telle forme et tel mouvement. La vérité ne se manifeste pas avec évidence dans le témoignage de nos sens ; la représentation n'est donc pas un critère de vérité.
De plus, le paradoxe sorite (ou « paradoxe du tas »), qui fait passer insensiblement d'une petite à une grande quantité, montre que l'on ne dispose d'aucun critère permettant d'établir où que ce soit de limites précises, et cela encore moins entre nos représentations. Mais, pour Carnéade, comme pour l'ensemble des philosophes sceptiques, la raison n'a pas non plus la faculté de nous faire connaître les choses telles qu'elles sont en elles-mêmes. La raison seule, sans représentation, ne peut en effet connaître le monde. Mais, même considérée séparément, la dialectique de la raison conduit à des contradictions insurmontables. Carnéade allait également jusqu'à remettre en question la certitude des mathématiques. Clitomaque dit de Carnéade qu'il est parvenu à chasser la précipitation du jugement, monstre redoutable et farouche selon Clitomaque - et Clitomaque de comparer cet accomplissement à un travail d'Héraclès que Carnéade a accompli. Carnéade refusait que la vertu suffise pour nous rendre heureux, argument stoïcien, auquel il s'opposait, et qu'il prenait plaisir à contredire en tout, à tout propos.
Sa critique de la certitude conduit à l'état d'incompréhension (acatalepsie), état dans lequel on suspend son jugement et on ne croit en rien. De ce fait, le même problème qui s'était posé aux sceptiques et à Arcésilas va se poser à Carnéade : si pour agir, il faut croire, comment agir, si rien ne peut être cru ? Comme Socrate, Platon, Aristote et Théophraste. 

### L'existence des dieux
Carnéade a combattu la théorie que se faisaient les stoïciens sur les Dieux selon un raisonnement par l’absurde en reprenant à sa manière les syllogismes de ses adversaires.
En effet affirmer dogmatiquement comme le faisaient les stoïciens que la Divinité s'identifie avec la Nature, était selon lui privilégier une simple opinion sans voir les contradictions qui en découlaient.
Il démontrait qu'assimiler un Dieu à la Nature ne pouvait que le conduire au changement (la vie, la mort, la transformation des états naturels soumis aux forces), et ainsi annihiler son immortalité divine par essence.
Un Dieu ne peut être imparfait et soumis à des règles naturelles s’appliquant à toute chose sur Terre (voir Cicéron).

### Le libre arbitre
Les objections opposées par Carnéade à la doctrine stoïcienne du destin paraissent avoir été essentiellement d’ordre moral :
« Le fatalisme aboutit à la négation de la liberté humaine, détruit la responsabilité, rend inutile la législation et la répression pénale, enlève tout sens à la vertu et au vice, à la louange et au blâme, aux récompenses et aux châtiments, conduit à l’abandon de toute activité et de tout effort et, finalement, ruine la piété par rapport à la Divinité, inspire le mépris des dieux, mène logiquement au rejet des prières et des rites sacrés».
Carnéade corsait son raisonnement avec des arguments d’ordre logique :
« impossibilité d’examiner exactement la figure du ciel au moment de la naissance et, par là, d’établir un horoscope correct ; destinées différentes des individus ayant le même thème de géniture ; mort collective de personnes qui n’ont cependant vu le jour ni au même instant ni sous les mêmes constellations ; existence de dispositions physiques et mentales, de lois, de coutumes et de mœurs communes à l’ensemble de tel ou tel groupe ethnographique et, de la sorte, indépendantes de l’action que les astres seraient censés exercer sur la conception ou la naissance de chacun des membres du groupe pris isolément ; sort de l’animal et de l’homme nés sous le même degré d’un même signe zodiacal».

### Critique de la morale
Carnéade tient le droit pour une convention, pas une chose naturelle. Bien mieux, avant Freud, il pense que la moralité ne vient aux hommes qu'en sacrifiant leurs tendances naturelles.
Il soutient, avant Hobbes, que

« tous les vivants, humains et animaux, n'ont d'autre règle de conduite que leur intérêt (Cicéron, De la République, III). »

Les individus et les sociétés sont habités par une volonté de puissance qui s'exerce contre les autres.

« Carnéade offrait cet argument : tous les peuples ayant un empire, et notamment les Romains qui sont maîtres du monde, s'ils voulaient être justes et restituer ce qui appartient aux autres, devraient retourner dans leurs petites maisons mener une vie misérable. »

Selon Aulu-Gelle, Carnéade se purgeait avec de l'ellébore avant d'écrire contre la doctrine du stoïcien Zénon de Kition. Nature et vertu de l'ellébore blanc et de l'ellébore noir : « L'académicien Carnéade, avant d'écrire contre la doctrine du stoïcien Zénon, se purgea la partie supérieure du corps avec de l'ellébore blanc, pour que les humeurs corrompues dans son estomac, en remontant jusqu'au siège de l'âme, n'altérassent pas la vigueur et la fermeté de son esprit. C'est ainsi que ce puissant génie se préparait à combattre les écrits de Zénon. Quand je lus ce trait dans une histoire de la Grèce, avec ces mots ellébore blanc, je cherchai ce que c'était. Alors je trouvai qu'il y a deux espèces d'ellébore, l'un blanc et l'autre noir. Cette différence de couleur ne se rencontre ni dans la graine ni dans la tige, mais seulement dans la racine. L'ellébore blanc est un vomitif qui purge l'estomac et la partie supérieure du ventre ; l'ellébore noir nettoie le bas-ventre : l'un et l'autre ont la propriété de chasser les humeurs nuisibles, principes des maladies. Il est cependant à craindre qu'avec les principes des maladies, toutes les voies du corps ainsi ouvertes ne laissent échapper les principes de vie : l'homme à qui manquerait le soutien de la substance animale périrait d'épuisement ».

### Doxographie sur la beauté
Carnéade décrivait poétiquement la beauté comme « une royauté sans gardes du corps ».

### Sources
- Cicéron, Academica, De Republica et De finibus bonorum et malorum ;
- Diogène Laërce, Vies, doctrines et sentences des philosophes illustres [détail des éditions], livre IV ;
- Philon d'Alexandrie, De providentia, I, 79-83 ;
- Alexandre d'Aphrodise, Sur la Providence, 16-20 ;
- Firmicus Maternus, Mathesis, I, 2, 5-11 ;
- Jean Chrysostome, Discours sur le Destin et la Providence, V ;
- Eusèbe de Césarée, Préparation évangélique, livre VI, 6, 4-21 et livre XIV ;
- Lactance, Institutions divines ;
- Aulu-Gelle, Nuits attiques [détail des éditions] (lire en ligne), XVII, 15.

### Études sur Carnéade
- Jules Martha, Le Philosophe Carnéade à Rome. Paris, Hachette, 1883.
- Victor Brochard, Les Sceptiques grecs. Paris, 1887, livre II, § 3.
- Carlos Lévy, Les Philosophies hellénistiques, Livre de poche, coll. "Références", 1997
- David Amand, Fatalisme et liberté dans l'Antiquité grecque. Louvain, 1945.
- Anthony A. Long et David N. Sedley, Les Philosophes hellénistiques (1986), trad., Garnier-Flammarion, 1997, t. III : Les Académiciens, la renaissance du pyrrhonisme.
- (en) « Carneades », dans The Stanford Encyclopedia of Philosophy, 2018 (lire en ligne).